# 24 mai 1988
Le mardi 24 mai 1988 est le 145e jour de l'année 1988.

## Naissances
- Maicol Verzotto, plongeur italien, spécialiste du haut-vol
- David Labarre, joueur cécifoot international français
- Eric Norwood, joueur américain de football américain
- Denis Petrić, footballeur slovène d'origine serbe
- Bernardo Añor, footballeur vénézuélien
- Ramón Osni Moreira Lage, footballeur brésilien
- Daniel Dias, nageur brésilien, dix fois champion paralympique
- Tony Gallopin, coureur cycliste français
- Ilya Ilyin, haltérophile kazakhtanais
- Zach Sill, joueur professionnel de hockey sur glace canadien
- Ibrahim Somé, footballeur congolais
- Artiom Anissimov, joueur professionnel russe de hockey sur glace
- Biadgelegn Elias, joueur éthiopien de football
- Rúnar Kárason, handballeur islandais
- Emmanuel Ledesma, footballeur argentin
- Daniella Álvarez, mannequin colombienne
- Billy Gilman, chanteur et compositeur américain
- Kamoula Djamil, homme d'affaires français

## Décès
- Alexeï Lossev (né le 22 septembre 1893), philosophe russe, philologue et culturologue
- Ernest Labrousse (né le 16 mars 1895), historien français, spécialiste de l’histoire économique
- Raymond Turpin (né le 5 novembre 1895), pédiatre et généticien français
- Jacques Roques (né le 2 août 1897), as de l'aviation pendant la Première Guerre mondiale
- Ramón Bruguera (né en 1899), footballeur espagnol
- Tom Adair (né le 15 juin 1913), scénariste et compositeur américain

## Autres événements
- Sortie du single One of These Days de Camper Van Beethoven
- Sortie de l'album OU812 de Van Halen avec la chanson Black and Blue
- Sortie de la vidéo Ciao, Italia!: Live from Italy de Madonna
- Élection de Miss Univers 1988